# Zimtzwergspecht

Verbreitungsgebiet des Zimtzwergspechtes

Der Zimtzwergspecht (Picumnus cinnamomeus) ist eine Vogelart aus der Gattung der Zwergspechte (Picumnus) aus der Familie der Spechte (Picidae).
Der Vogel kommt in Kolumbien entlang der Karibik, seltener in Venezuela vor. Er ist ein Subendemit.
Der Lebensraum umfasst ein breites Spektrum baumbestandener Gebiete, trockene Wälder, dorniges Gebüsch von Meereshöhe bis 300 m.
Der Artzusatz kommt von altgriechisch κιννάμωμον kinnámōmon, deutsch ‚Zimt‘.

## Merkmale
Rote Stirnflecken beim M, beim W cremefarben.
Die Art ist 9–10 cm groß, sehr auffällig mit kastanienbraunem Gefieder. Das Männchen hat eine schwarze Kopfkappe mit goldgelben Flecken an der cremefarbenen Stirn, die übrige Kappe trägt weiße Federspitzen. Die Zügel und Nasenhaare sind cremefarben. Die Oberseite ist dunkel rotbraun bis rostbraun, Rücken und Bürzel etwas heller.
Die Flügel und Flügeldecken sind dunkelbraun mit zimtfarbenen bis rotbraunen Rändern und Spitzen. Die Schwanzoberseite ist bräunlich-schwarz, das mittlere Federpaar hat auf der Innenseite einen breiten zimtfarbenen Streifen, die beiden äußeren Steuerfedern haben jeweils auf der Außenseite schräg verlaufende Streifen.
Gesicht und die Unterseite sind dunkel kastanienbraun, die Flügelunterseite ist grau-braun, die Flügeldecken rotbraun. Der schwärzliche Schnabel ist kurz und kräftig, der Schnabelfirst leicht gebogen. Die Iris ist braun, die Orbitalhaut gelb, die Beine sind grau.
Das Weibchen hat kein Rot am Kopf, dafür weiße Flecken am hinteren Scheitel und am Nacken.

## Geografische Variation
Es werden folgende Unterarten anerkannt:
- P. c. cinnamomeus Wagler, 1829, Nominatform, – nördlicher Küstenbereich Kolumbiens, südlich bis Cauca- und Magdalenatal
- P. c. perijanus Zimmer, J.T. & Phelps, W.H., 1944, – Nordwesten Venezuelas (nördliche Küsten des Lake Maracaibo), etwas brauner, beim Weibchen kräftigere Punkte auf der Kopfkappe, enthält P. c. larensis[7]
- P. c. persaturatus Haffer, 1961, – Nord-zentralkolumbien (Serranía de San Jerónimo in Bolívar), etwas röter, dunkler, hellere Flügelspitzen, dunklere Schwanzzeichnung, beim Weibchen ist die Kopfkappe durchgehend weiß gepunktet
- P. c. venezuelensis Cory, 1913, – Westen Venezuelas (southern and eastern shores of Lake Maracaibo), dunkler, Stirn zimt bis gelbbraun, beim Weibchen Nacken ohne Flecken

Avibase und Birds of the World führen
- P. c. larensis Aveledo Hostos, 1998, – Nordwestvenezuela (Falcón und Nordwesten Lara)

als abgegrenzte Unterart.

## Stimme
Der Gesang des Männchens wird als abfallende Folge von 3 bis 8 hohen Lauten "ti.ti.ti.ti.ti" sowie als kurzer, leiser Triller über 1–2 Sek beschrieben, manchmal durch fließende Töne eingeleitet. Der Ruf besteht aus wiederholten quäkenden Lauten.

## Lebensweise
Die Art ist ein Standvogel. Sie sucht einzeln, paarweise, gelegentlich in kleinen Familiengruppen, auch in Gemischten Jagdgemeinschaften, in allen Vegetationshöhen nach Nahrung, bevorzugt in Akazien, Gebüsch und Mangrovenbäumen. Dabei hüpft dieser Zwergspecht durchs Gebüsch und kriecht wie ein Kleiber über Baumstämme und Äste.
Eiablage wurde im Dezember, Jungvögel im März beobachtet.

## Gefährdungssituation
Der Bestand gilt als „nicht gefährdet“ (least Concern).